# Duffy
Aimée Ann Duffy (Bangor, 23 de junho de 1984) é uma cantora, compositora, e atriz galesa. Seu álbum de estreia, Rockferry, lançado em 2008, entrou na UK Albums Chart em #1. Foi o álbum mais vendido na Grã-Bretanha naquele ano, com 1,68 milhão de cópias vendidas. O álbum foi certificado diversas vezes como Disco de Platina e vendeu mais de 7 milhões de cópias em todo o mundo, estabelecendo "Mercy" e "Warwick Avenue" como hits. Com "Mercy", Duffy se tornou a primeira mulher galesa a alcançar o número um na UK Singles Chart desde Bonnie Tyler com "Total Eclipse of the Heart", em 1983.
Em 2009, Duffy recebeu o Grammy de Melhor Álbum Pop Vocal por Rockferry, e também foi indicada para outras duas categorias. Também em 2009, ganhou três Brit Awards: Melhor Novo Artista Britânico, Melhor Artista Feminina Solo e Melhor Álbum Britânico.
Em 2010, Duffy completou as gravações de seu segundo álbum, Endlessly, lançado em 29 de Novembro, e também estreou em sua carreira como atriz, no filme Patagonia.
Em fevereiro de 2011, Duffy anunciou que faria uma longa pausa na indústria musical antes de trabalhar em seu terceiro álbum.
Em 2015 Duffy fez uma participação e colaborou com a trilha sonora do filme Legend interpretando a cantora Timi Yuro.

## Infância e adolescência
Duffy nasceu em Bangor, Gwynedd . Seu pai, John Duffy era inglês, nasceu em Liverpool e sua mãe, Joyce Smith (née Williams) era Galesa, nascida em Bangor, Caernarfonshire. Ela foi criada em Nefyn com sua irmã gêmea, Katy Ann e sua irmã mais velha Kelly Ann, que nasceu em 1980. Os pais de Duffy se divorciaram quando ela tinha dez anos de idade e ela se mudou para Letterston, próximo a cidade de Pembrokeshire junto com sua mãe e irmãs.
Duffy estudou na escola 'Ysgol Nefyn' quando criança. Aos dezessete anos, ela fez o ensino médio no colégio Meirion-Dwyfor. Posteriormente entrou para a Universidade de Chester e estudou Produção comercial de Música no campus de Warrington. A partir de 2004 começou a estudar artes cênicas no campus de Parkgate.
Em setembro de 1998, aos 14 anos, Duffy foi colocada em uma casa de segurança quando as autoridades descobriram que a ex-mulher de seu padrasto, Philip Smith, pagou £3,000  para que o matassem. A ex-mulher de Smith, Dawn Watson foi sentenciada a 3 anos e 6 meses presa por planejar o assassinato. Smith já havia agredido o marido de sua ex-mulher, Marc Watson, que o acusou de ser violento com Dawn enquanto eram casados. "Eu estava tão aterrorizada, eu me senti tão mal", Duffy contou em 2008 para a NME e o The Sun. Duffy contou como era viver nesta casa de segurança, como um cachorro, claustrofóbica, uma experiência de isolamento. Aos 15 anos ela fugiu para a casa de seu pai em Nefyn. Duffy contou que "foi algo horrível a se fazer". Sua mãe e suas irmãs não falaram com ela durante um ano depois disso. Em consequência da separação de seus pais os três próximos anos foram períodos totalmente rebeldes, incluindo uso de álcool excessivo e até um roubo de um barco a remo.

## Carreira Musical

### 2003-2006 Início da carreira musical
Após o término do ensino médio em Pembrokeshire, Duffy retornou para Nefyn para viver com seu pai aos quinze anos de idade e começou a cantar em várias bandas locais. Duffy posteriormente passou seis semanas  na Suíça (antes de começar a faculdade), trabalhando com o compositor e produtor Soren Moniz. Ela foi aconselhada por um professor de sua universidade de Chester que disse: "Fique desempregada, ame e vire uma cantora". Ela também passou um tempo cantando no 'Alexander's' um bar em Chester de Jazz e Blues, se apresentando com o guitarrista David Burton da banda "The Invisible Wires". Duffy voltou para o País de Gales em 2003 e foi convidada a participar do Wawffactor, um programa de talentos galês. Era esperado que ela vencesse mas ficou em segundo lugar perdendo  para Lisa Pedrick. 
Em 2004, após seu sucesso no Wawffactor , Duffy gravou um EP com três músicas em sua língua natal, Aimée Duffy (EP) , enquanto trabalhava em dois lugares como garçonete e em uma peixaria. O EP alcançou o topo das apradas Galesas em 2008, alcançando o primeiro ligar na "Siart C2". Após este sucesso, Duffy foi convidada para trabalhar como backing vocal no álbum See you in the Morning da banda Mint Royale. Em agosto de 2004, Duffy foi apresentada a Jeannette Lee, executiva da Rough Trade Records, após cantar a canção Oh Boy, futuramente lançada no álbum Rockferry. Lee levou Duffy para morar em Crouch End, em Londres, organizou um encontro entre Duffy e o ex guitarrista da banda Suede, Bernard Butler. Lee junto com a  Rough Trade iria eventualmente empresariar Duffy. Butler ensinou a Duffy o que era a música Soul, baixando músicas em seu iPod para que ela pudesse escutar em Londres ou viajando para Wales, ambos trabalharam e criaram juntos um "novo som retrô". Este som incluía inspirações  nas músicas de Al Green , Bettye Swann, Ann Peebles, Doris Duke,Scott Walker, Phil Spector e Burt Bacharach. Duffy certa vez disse que Bettye Swann "é uma de suas maiores inspirações" particularmente a canção "Cover Me" pois "Marca o tempo em que eu tive interesse em contato físico "Eu tinha 19 anos, e havia essa mulher cantando 'Cover me, espalhando todo o seu precioso amor sobre mim" É muito delicado, mas também, hilário, um tanto rude".

### 2007-2008Rockferry e reconhecimento internacional

Duffy cantando no SXSW, 15 de março de 2008.

Duffy foi contratada pela A&M Records no dia 23 de Novembro de 2007. Ela se apresentou no canal BBC Two no programa Later... with Jools Holland, que resultou em uma segunda aparição no programa Hootenanny, onde Duffy se apresentou com Eddie Floyd cantando a música Bring it on Home to me. No dia 22 de Fevereiro de 2008, ela se apresentou no Later... with Jools Holland pela terceira vez cantando seu single de estreia, Rockferry, Mercy, e Stepping Stone. Duffy também realizou aparições no programa The Culture Show do canal BBC Two no dia 23 de  Fevereiro de 2008, performando Mercy. Em Janeiro de 2008, Duffy ficou em segundo lugar para Adele na votação anual de "Experts do Som", realizada pela BBC News, que avalia os artistas com grandes expectativas para o próximo ano. Em Wales, seguido pela recente promoção de suas músicas, o EP de estreia da artista, Aimée Duffy, atingiu o primeiro lugar da parada Siart C2. Em 2007 a artista estava finalizando seu álbum de estreia com o nome de Rockferry, por conta da cidade Rock Ferry, localizada em uma península ao noroeste da Inglaterra, onde vivia sua avó. Posteriormente a artista realizou um contrato com a Merucry Records, uma gravadora do grupo The Island Def Jam Music. O primeiro single do álbum, também intitulado Rockferry foi bem recebido em relação as críticas musicais, com a ALL Music o chamando de "grande, balada arrebatadora".
Butler e seu parceiro musical, David McAlmont, junto com um grande número de outros músicos, formaram a estrutura óssea da banda de Duffy para seu álbum de estreia, Rockferry, que foi lançado pela A&M Records no dia 3 de Março de 2008. A capa e o video do primeiro single em preto e branco foi dirigido pelos diretores Luke Seomore e Joseph Bull, nos arredores da Ffestiniog Railway em Porthmadog, que foi renomeada de 'Rockferry' na ocasião. De acordo com Duffy, "O álbum levou quase quatro anos para ser feito. Nós precisamos contratar estúdios pequenos e baratos e algumas vezes possuíamos apenas o tempo de três semanas para compor e gravar." Bernard Butler, que inicialmente não era pago, produziu quatro canções para o álbum, incluindo o single "Rockferry". Os singles "Mercy" e "Stepping Stone" foram co-escritos e produzidos por Steve Booker, e o segundo single "Warwick Avenue", por Jimmy Hogarth e Eg White. Duffy lançou uma versão de estreia limitada do single "Rockferry" em Novembro de  2007; seguido por "Mercy", produzido e co-escrito por Steve Booker, que alcançou o primeiro lugar nas paradas instantaneamente. "Mercy" foi a última canção escrita para o álbum. O single foi lançado em formato físico no dia  25 de Fevereiro de 2008. Ela disse que tanto "Mercy" e "Stepping Stone" são autobiográficas; "Mercy" é sobre "liberdade sexual" e "não fazer algo que alguém quer que você faça", e "Stepping Stone" "é sobre não expressar seus sentimentos a uma pessoa que ela se apaixonou". "Warwick Avenue" foi o terceiro single lançado do álbum. A canção tomou forma quando Duffy, aos 19 anos de idade, estava se familiarizando pelo metrô de Londres e acidentalmente se perdeu na estação Warwick Avenue. No dia seguinte a canção "meio que se criou". Inicialmente o video para a canção deveria ser com uma produção elaborada, mas acabou sendo um video focado nas lágrimas de Duffy, dentro de um taxi a caminho da estação Warwick Avenue, como diz a letra da canção.
Duffy disse que "É o mais próximo que eu conseguirei performar de forma tão real em um video."
Por volta de maio se tornou um Hit no VH1 e nas paradas de músicas contemporâneas e foi utilizada em um episódio final da série americanas Grey's Anatomy e também acrescentada na trilha sonora do filme Sex and the City. Um remix de "Mercy" com a participação do rapper "The Game", foi lançado no dia 10 de maio. No dia 13 de maio, Rockferry foi lançada  nos Estados Unidos com críticas positivas. O álbum com produção de baixo custo, gerou bons frutos financeiros para Duffy. Independente do sucesso do álbum nos Estados Unidos, ela comentou "Eu não não gosto da forma como grandes estrelas americanas se consideram uma exceção para a humanidade". Em novembro de 2008, o single "Rain on Your Parade", produzida e co-escrita por Steve Booker, foi lanlada. A canção foi a primeira a ser lançada por download digital em 10 de novembro de 2008, anteriormente sendo lançada de forma física no dia 17 de novembro de 2008. Duffy descreve a canção como "uma grande canção disco para dançar". Entrou nas paradas de singles do Reino Unido na posição vinte e dois antes de alcançar a posição quinze na semana seguinte. A faixa foi incluída na versão deluxe de Rockferry. Na edição de 2008 do MOJO Awards, Duffy venceu a categoria "Música do ano" por "Mercy" e foi indicada também na categoria  "Album do Ano" e "Artista revelação". Essas três indicações foram as maiores dentre todos os indicados. Ela também recebeu o prêmio de "Artista revelação" no " Award", uma indicação na "Categoria Q" por melhor canlção com "Mercy". No EMA, ela recebeu indicações nas categorias "Album do Ano", "Música mais viciante" e "Revelação". Ela se apresentou na premiação.
Duffy se apresentou em concertos e festivais ao redor do mundo. Sua primeira performance nos Estados Unidos aconteceu na conferência SXSW, e no Coachella . Para coincidir com o lançamento de Rockffery, Duffy se apresentou no Apollo Theater em Novs Iorque. Duffy recebeu a honra de se apresentar no Royal Variety de 2008. No mesmo ano, Duffy se apresentou em diversos festivais na Europa, incluindo festivais na França, Suíça e Irlanda durante o verão. No Reino Unido, Duffy se apresentou no Festival de Glastonbury e no Festival Evolutio. Durante o verão nos Estados Unidos ela também se apresentou no Lollapalooza em Chicago. Ela também realizou uma turnê no Reino Unido e Irlanda durante Novembro e Dezembro de 2008. Para divulgar Rockferry, Duffy fez muitas aparições na TV americanas, incluindo o programa Late Night with Conan O'Brien. e no Saturday Night Live . Duffy se apresentou em uma turnê por  catorze cidades norte-americanas. Ela planejou se realizar shows de abertura da banda Coldplay em seis datas. Durante o concerto na cidade de Cleveland, Duffy acidentalmente colocou fogo em seu próprio cabelo. Em Nova Iorque, Duffy se desculpou com a plateia ao cair no choro. Ela disse ao público que aquilo acontcia em um a cada quinze show que realizava, quando ela era exposta em situações que que não compreendia. Duffy também fez uma gravação para a BBC, se apresentando na Orquestra de Saint Luke. A apresentação foi televisionada em 2009 no canal BBC One.

### 2009–2010: Continuidade do sucesso e Endlessly

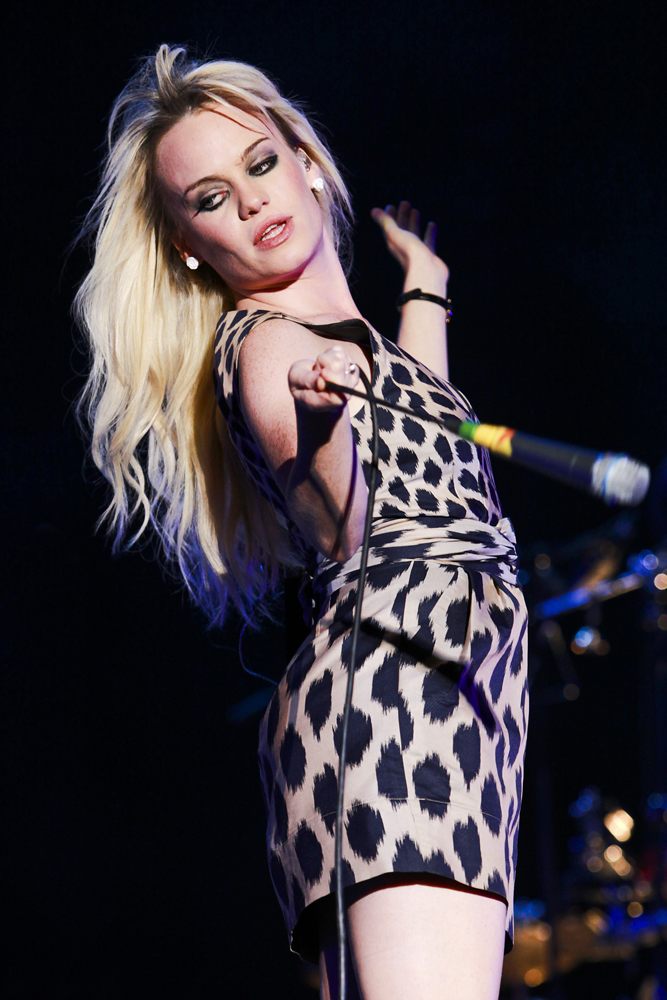
Duffy se apresentando no Festival Super bock no estádio Restelo em Lisboa, Portugal.

Na 51° edição do Grammy que aconteceu em 2009, Duffy venceu a categoria "Melhor Album Vocal Pop" por Rockferry. Antes disso ela foi indicada nas categorias de "Artista revelação" e "Melhor Cantora Pop" pela performance de "Mercy". Duffy igualou a banda Coldplay por quatro indicações no Brit Awards de 2009. Ela venceu três prêmios, das quatro categorias que foi indicada, incluindo "Melhor álbum" por Rockferry, ficou atrás apenas da banda Blur por mais vitórias em uma noite. "Eu não consigo dizer o que isso significa depois de cinco anos de trabalho duro," disse Duffy. Durante a cerimônia, ela performou "Warwick Avenue". Os produtores e compositores do álbum, Steve Booker & Bernard Butler venceram prêmios por seu trabalho no álbum Rockferry. Ela dividiu um prêmio Ivor Novello na categoria "Most Performed Work" com Steve Booker por seu trabalho em Mercy. O compositor Eg White venceu um prêmio por "Compositor do ano" por sua contribuição em Warwick Avenue, que ele co-escreveu com Duffy. "Mercy" foi reproduzida nas rádios dos Estados Unidos e na televisão, mais de 3 milhões de vezes, proporcionando a Duffy o prêmio de "Música mais utilizada nas mídias". O álbum foi indicado e listado na categoria do "álbum dos 30 anos" do Brit Awards em 2010.
O sucesso do álbum levou a um período de confusão em relação a seu papel na indústria da música, que quase a fez desistir de cantar. Duffy disse que ela não se importa com as pessoas fazendo download ilegal de suas músicas, pois ela acredita que a maior parte das pessoas que são mais jovens, não podem comprar cds e irão compra-lo quando ficarem mais velhos. Duffy gravou um cover da canção Live and Let Die do Paul McCartney. A canção foi usada para a causa da Guerra infantil, revertendo os ganhos para a caridade no álbum "War Child Heroes, Volume I". Paul McCartney aclamou a versão, dizendo que a versão de Duffy "é ótima - Eu realmente fiquei impressionado" Duffy e Bernard Butler escreveram a canção "Smoke Without Fire", que fez parte da trilha sonora do filme An Education. No ano de 2009, Duffy gravou a canção "Stay with me Baby" da cantora Lorraine Elisson, para a trilha sonora do filme The Boat That Rocked.
Duffy disse que precisava diminuir o ritmo de sua carreira para que fosse possível escrever canções para seu segundo álbum. Em janeiro de 2010, Rough Trade Management, empresa que gerenciava a carreira da cantora, anunciou que eles decidiram amigavelmente a não gerenciar mais a carreira da artista. O novo empresário de Duffy declarou que " a relação profissional entre Duffy e a Rough Trade Management chegou ao seu fim." No dia 16 de setembro de 2010, Duffy anunciou o lançamento de seu segundo álbum, Endlessly. O álbum foi gravado em Nova Iorque, Londres e Espanha no ano anterior. Duffy formou uma aprceria de composição com Albert Hammond para a gravação das canções. Endlessly foi lançado no Reio Unido no dia 29 de Novembro de 2010 e alcançou a 9° posição nas paradas músicais no dia 5 de dezembro. O primeiro single do álbum falhou em alcançar o sucesso de seus singles anteriores, entrando nas paradas musicais do Reino Unido na posição 41 no dia 21 de novembro.  Chamado "Well, Well, Well", o single possui uma batida feita pelo grupo de Hip Hop The Roots. 

### 2011-presente: Pausa na carreira musical e trabalho no cinema
Após o lançamento de Endlessly, foi confirmado que não haveria mais lançamento de outros singles do álbum, e em fevereiro de 2011 foi declarado que Duffy iria pausar sua carreira musical pelo período de dois anos antes de começar a trabalhar em seu terceiro álbum.  Em julho de 2011, Duffy foi processada por Angela Becker, a empresária que Duffy contratou em 2010 ao substituir sua antiga empresária, Jeanette Lee. Becker disse que foi contratada em Março de 2010 e demitida em Dezembro do mesmo ano, mas que deveria permanecer no cargo até o fim da divulgação do álbum Endlessly ou quatro meses após o lançamento de álbum.
Em agosto de 2011, Duffy agendou uma apresentação em Monaco, no Sporting Summer Festival, mas cancelou e Melody Gardot precisou substitui-la. Em outubro de 2012, Duffy anunciou que se apresentaria no Atelier Festival de Dubai mas infelizmente a apresentação não aconteceu, o único motivo declarado pela mídia de Dubai, foi que não houve a presença da artista.
Em outubro de 2011, o produtor e rapper David Banner anunciou que ele e Duffy estavam planejando ir para o estúdio por duas semanas. Albert Hammond anunciou em 2012 que também estava trabalhando com Duffy. Em setembro de 2013, Duffy realizou sua primeira apresentação ao vivo em três anos durante o tributo a Édith Piaf em Nova Iorque. 
No Festival de Cannes de 2014, foi anunciado que Duffy iria voltar a atuar com um papel principal em um projeto chamado "Secret Love", este projeto nunca foi lançado. No filme de crime e drama Lendas do Crime de 2015, Duffy interpreta a cantora americana Timi Yuro e contribui também para a trilha sonora do filme com a canção "Whole Lot of Love". A canção acompanhou um segundo lançamento, Dear Heart, lançada em formato digital e em streaming no dia 11 de setembro de 2015.
Em março de 2020, Duffy disponibilizou uma canção chamada, "Something Beautiful", para ser tocada na BBC Radio 2. Meses depois a artista lançou uma segunda canção chamada "River in The Sky" em sua conta do instagram em junho de 2020. As duas canções foram divulgadas após a artista escrever em seu site oficial, uma carta aberta relatando as razões de seu hiato e os motivos que a fez preferir não estar em evidência relacionadas a um sequestro e abuso sexual que sofreu. 

## Arte e Musicalidade
No dia 1 de fevereiro de 2009, a revista The Times, Enciclopédia da música moderna, nomeou Rockferry como um álbum soul "Essencial". Álbuns de Amy Winehouse e Adele também foram nomeados na mesma categoria. Durante o discurso que Adele deu após receber o grammy de "Artista Revelação", Adele disse amar Duffy e que ela era incrível.
Duffy diz que possui como influência em seu trabalho, as músicas de Marvin Gaye, Phil Spector e Arcade Fire.
Duffy é parte da trilha sonora de diversos filmes, a canção "Distant Dreamer" é utilizada nas cenas de crédito do filme JoJo's Bizarre Adventure: Stone Ocean. I'm Scared e "Rain on your parade" fazem parte da trilha sonora de Noivas em Guerra.

## Outros projetos
Duffy desenvolveu parcerias em diversos produtos. Em agosto de 2008, Duffy participou do Fashion Rocks, apoiando a divulgação de diversos produtos Nivea. Duffy também participou de diversos comerciais de tv europeus divulgando Coca-Cola Zero. A campanha, onde Duffy aparece andando de bicileta dentro de um supermercado cantando "I Gotta Be Me", foi lançado na televisão britânica pela ITV, após o Brit Awards de 2009 onde Duffy venceu três prêmios por seu trabalho. Duffy foi nomeada como o "rosto" da marca, assim como outras artistas famosas.
Duffy realizou seu primeiro trabalho em um filme no papel de Sissy no filme Patagonia de 2010, um drama dirigido por Marc Evans. O papel de Sissy, que conhece um estudante galês enquanto ele realiza uma viagem pela região da Patagônia na Argentina. Patagônia foi lançado no Festival Internacional de Seattle em junho de 2010 e lançado mundialmente em outubro do mesmo ano.

## Vida Pessoal
Em setembro de 2008, Duffy disse que 'estava na beira de um colapso nervoso" pois a pressão que a fama trouxe para a vida dela. Ela disse que havia considerado ficar eclusa, mas eventualmente decidiu desistir da ideia por conta dos fãs. Ainda reconhecendo que a maior parte das pessoas desejam bem a ela, ela disse que é aterrorizante quando as pessoas a reconhecem na rua, e ficou com medo da possibilidade de sua imagem mudar do que ela realmente é em sua vida privada .

## Sequestro e recuperação
No dia 25 de fevereiro de 2020, em seu site oficial, Duffy escreveu que ela havia sido "estuprada e drogada e mantida presa por alguns dias". Ela disse que desapareceu da mídia para que pudesse se recuperar, acrescentou que ela agora, estava se sentindo melhor, mas que precisou do seu tempo para se recuperar. Ela não especificou a identidade da pessoa que a fez passar por isso ou onde aconteceu.
Em um desabafo longo, publicado em abril, Duffy escreveu que ela foi drogada em um restaurante no dia de seu aniversário, levada a outro país de avião, sendo deixada presa em um quarto de hotel e abusada sexualmente. Desde o acontecimento, Duffy disse que passou "quase dez anos completamente sozinha" e, graças a seu psicólogo, disse que agora ela sente que "pode deixar esta década no passado", mas acrescentou, "eu realmente duvido que serei novamente a pessoa que as pessoas um dia conheceram".

## Discografia
EP
Aimeé Duffy (2004)
Álbuns de estúdio
- Rockferry (2008)
- Endlessly (2010)

## Filmografia
| Ano  | Título              | Papel     | Obs.                                          |
| ---- | ------------------- | --------- | --------------------------------------------- |
| 2008 | Saturday Night Live | Ela mesma | "Anna Faris/Duffy" (Temporada 34, episódio 3) |
| 2010 | Patagonia           | Sissy     | Film debut                                    |
| 2015 | Lendas do Crime     | Timi Yuro |                                               |

## Membros da banda
- Aimée Duffy: voz
- Bernard Butler: guitarrra
- Makoto Sakamoto: bateria
- David McAlmont: voz
- Tobi Oyerinde: guitarra
- Ayo Oyerinde: teclados
- Tom Meadows: bateria
- Ben Epstein: baixo
- Jon Green: guitarra
- Josh McKenzie: percussões